# Orlando Cruz
Orlando Cruz  (nasceu em 1 julho de 1981) é um boxer profissional porto-riquenho. Como amador, Cruz representou Porto Rico nos Jogos Olímpicos de 2000 na Austrália.
Cruz fez sua estreia profissional em 15 de dezembro de 2000 contra Alfredo Valdéz, em Porto Rico. Só em 2009 sofreu a primeira derrota contra Cornélio Bloqueio por KO técnico. Cruz está atualmente classificado em nº 4 entre os pesos penas pela Organização Mundial de Boxe (WBO).
Em 4 de outubro de 2012, Cruz tornou-se o primeiro pugilista a assumir sua homossexualidade enquanto ainda combatia profissionalmente, afirmando que é um "homem de orgulho gay".